# 294
| [ Edytuj tabelę ] |                                          |
| Król Aksum        | - 270 Endubis 300                        |
| Król Armenii      | - 287 Tiridates III 330                  |
| Cesarz Chin       | - 290 Jin Huidi 307                      |
| Władca Korei      | - 292 Pongsang 300                       |
| Papież            | - 283 Kajus 296                          |
| Król Persji       | - 293 Narses 302                         |
| Cesarz Rzymu      | - 284 Dioklecjan 305 - 286 Maksymian 305 |

Rok 294 / CCXCIV
stulecia: II wiek ~
III wiek ~
IV wiek

lata: 284 «
289 «
290 «
291 «
292 «
293 «
294
» 295
» 296
» 297
» 298
» 299
» 304

## Wydarzenia
Cesarstwo rzymskie
- Dioklecjan próbował przezwyciężyć inflację, w tym celu zreformował system monetarny w cesarstwie rzymskim. Wprowadzenie do obiegu złotego aureusa, srebrnego denara, czyli argenteusa, a także dużych i małych monet miedzianych.
- Utworzenie diecezji cylicyjskiej.
- Założenie Contra-Aquincum w miejscu dzisiejszego Pesztu na Węgrzech.